# Зиген
Зиген (њем. Siegen) град је у њемачкој савезној држави Северна Рајна-Вестфалија. Једно је од 11 општинских средишта округа Зиген-Витгенштајн. Посједује регионалну шифру (AGS) 5970040, NUTS (DEA5A) и LOCODE (DE SGE) код.

## Географски и демографски подаци
Град се налази на надморској висини од 216–499 метара. Површина општине износи 114,7 km². У самом граду је, према процјени из 2010. године, живјело 104.419 становника. Просјечна густина становништва износи 911 становника/km².

## Међународна сарадња
| Мјесто     | Држава               | Врста сарадње | Од    |
| ---------- | -------------------- | ------------- | ----- |
|            | Пољска               | партнерство   | 1989. |
| Катвејк    | Холандија            | партнерство   | 2006. |
| Лидс       | Уједињено Краљевство | партнерство   | 1966. |
| Ипр        | Белгија              | партнерство   | 1967. |
| Барнет     | Уједињено Краљевство | партнерство   | 2000. |
| Грена      | Данска               | партнерство   | 2000. |
| Емек Хефер | Израел               | партнерство   | 2000. |
| Де Јанг    | Кина                 | партнерство   | 2000. |
| Извор      |                      |               |       |